# Batalla de Cícico (193)

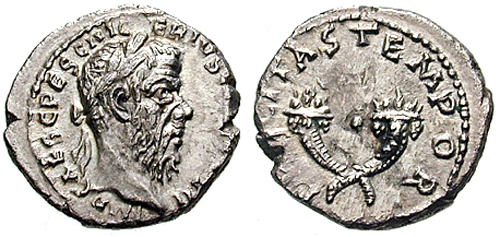
Un denario con el rostro de Septimio Severo, vencedor en Cícico sobre las tropas de Pescenio Níger.

La batalla de Cícico (193) fue un enfrentamiento militar librado en las cercanías de la ciudad homónima entre las fuerzas del emperador Septimio Severo y el usurpador Pescenio Níger. Acaba en la victoria del primero.

## Historia
Al morir Helvio Pertinax, Didio Juliano es elegido emperador en Roma por la guardia pretoriana, sin embargo, varios generales en las provincias se niegan a reconocerlo y marchan para derrocarlo. El primero en llegar fue el gobernador de la Pannonia Superior, Septimio Severo, con apoyo de las legiones de la frontera del Danubio. Tras tomar el poder, Severo debió prepararse para enfrentar a sus rivales: el gobernador de Siria, Pescenio Níger, y el de Britania, Clodio Albino. 
Envió a Tiberio Claudio Candido al oriente. Níger estaba ocupado asediando en Bizancio al gobernador de la Moesia Superior, Mario Máximo, pero dejó a su general Aselio Emiliano a cargo de defender las costas meridionales del mar de Mármara con órdenes de impedir el paso de Candido al este.
El ejército de Severo logró pasar el estrecho y venció en combate a Emiliano, quien fue capturado y ejecutado. Los restos de la tropa vencida se retiró al este para unirse al usurpador, quien se retiró a Nicea. 